# Linda tonkinensis
Linda tonkinensis là một loài bọ cánh cứng trong họ Cerambycidae.